# شاخه گوشی سرخرگ پس‌سری
شاخه گوشی سرخرگ پس‌سری یکی از شاخه‌های سرخرگ پس‌سری است که در پشت لاله گوش جای دارد و از راه یک شاخه و از راه سوراخ ماستوئید (پستانی) و سخت‌شامه از استخوان میانگیر و سلول‌های ماستوئید گذر می‌کند و وارد جمجمه می‌شود. این شاخه برخی اوقات به دلیل این که از سرخرگ پس‌سری به این نام شناخته می‌شود و گاهی در ادامه مسیر به عنوان شاخه ماستوئید شناخته می‌شود.